# Kord Baeumer

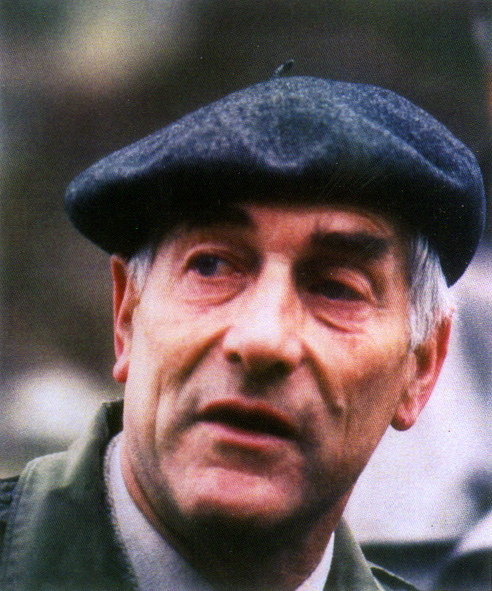
Kord Baeumer

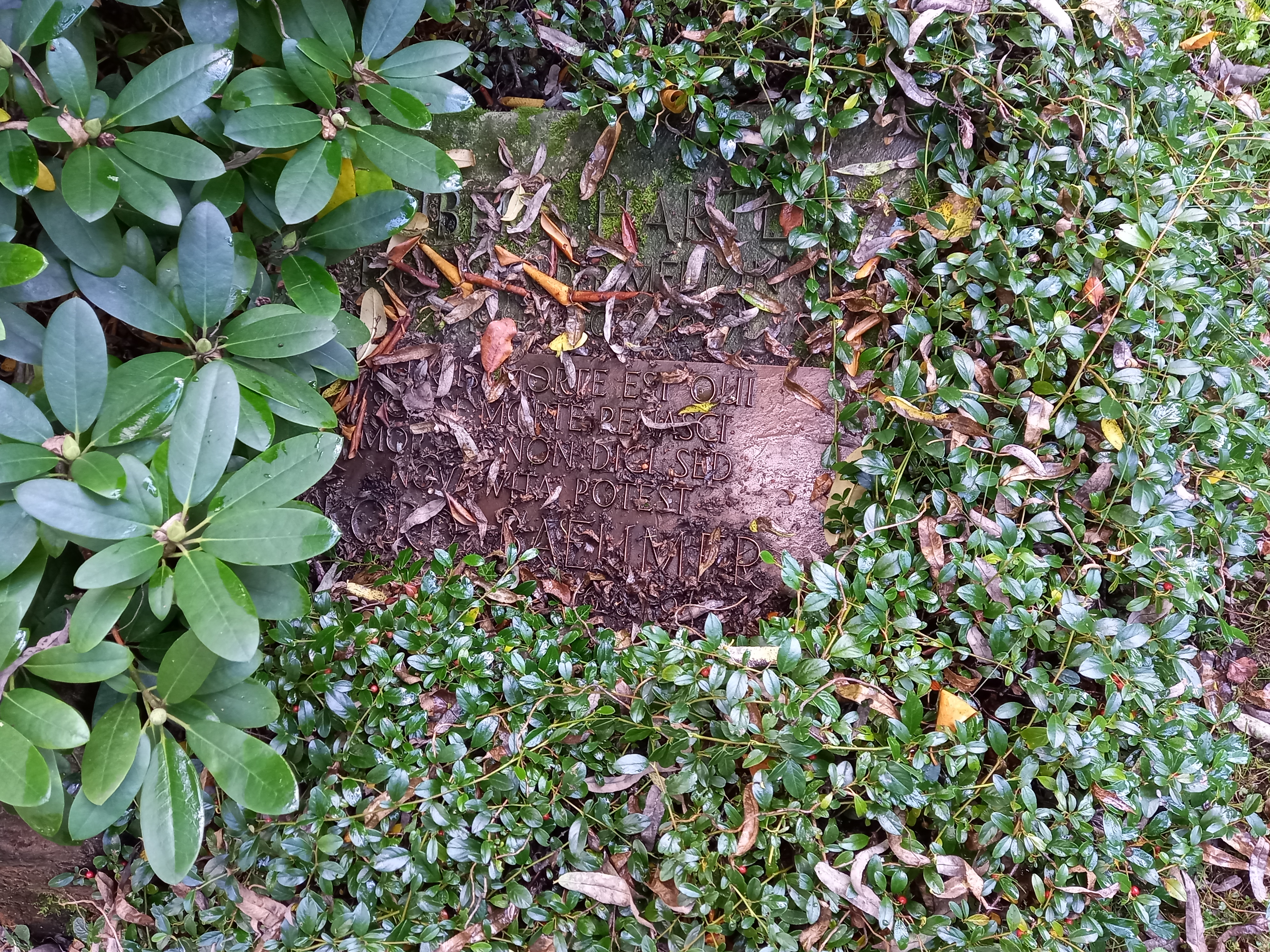
Das Grab von Kord Baeumer auf dem Stadtfriedhof Göttingen

Kord Baeumer (* 25. Oktober 1926 in Tecklenburg, Westfalen; † 16. August 1998 in Göttingen) war ein deutscher Pflanzenbauwissenschaftler. Von 1967 bis 1992 lehrte er an der Georg-August-Universität Göttingen. Sein Forschungsschwerpunkt war die Entwicklung extensiver, langfristig stabiler Ackerbausysteme.

## Lebensweg
Kord Baeumer, Sohn eines Landgerichtsdirektors, bestand im Herbst 1946 die Sonderreifeprüfung am Gymnasium in Bielefeld. Seine Schulzeit in Bielefeld wurde ab 1941 durch einen Aufenthalt in der Nationalpolitische Erziehungsanstalt Ilfeld unterbrochen. Dorthin war Baeumer auf Empfehlung der eigenen Schule gelangt. Nach seinem Schulabschluss arbeitete er zwei Jahre lang als Lehrling auf landwirtschaftlichen Betrieben. Im Wintersemester 1949/50 begann er mit dem Studium der Landbauwissenschaften an der Universität Bonn und promovierte dort 1956 bei Ernst Klapp mit einer vegetationskundlichen Arbeit über Glatthafer- und Goldhaferwiesen.
Seit 1. Dezember 1956 war Kord Baeumer am Institut für Pflanzenbau und Pflanzenzüchtung der Universität Göttingen tätig. Als wissenschaftlicher Assistent betreute er zunächst die dort angelegten Fruchtfolgeversuche. Mit einer experimentellen Studie über das Problem der „Kleemüdigkeit“ habilitierte er sich 1963 und erwarb die Venia legendi für das Fachgebiet „Acker- und Pflanzenbau“. Nach einem einjährigen Forschungsaufenthalt an der Landwirtschaftlichen Hochschule Wageningen (Niederlande) wurde er 1967 auf den Lehrstuhl für Acker- und Pflanzenbau des Instituts für Pflanzenbau und Pflanzenzüchtung der Universität Göttingen berufen. Hier wirkte er bis zu seiner Emeritierung im Jahre 1992.

## Forschungsschwerpunkte
Die tragende Forschungsidee Kord Baeumers war die Entwicklung langfristig stabiler Ackerbausysteme. Zu diesem Zweck legte er auf unterschiedlichen Standorten im Raum Göttingen Dauerfeldversuche an. In den Jahren zwischen 1970 und 1980 prüfte er vorrangig Bearbeitungssysteme, die auf eine wendende Bodenbearbeitung ganz verzichten. Gemeinsam mit einer Vielzahl von Mitarbeitern, Doktoranden und Diplomanden untersuchte er die langfristigen Auswirkungen dieser „pfluglosen Ackerkultur“ und konnte dabei neue Erkenntnisse über den Einfluss der Bodenstruktur, der Nährstoff- und Wasserversorgung und der Ausbildung von Wurzelsystemen auf Wachstum und Ertragsbildung der landwirtschaftlichen Kulturpflanzen gewinnen. Die Ergebnisse dieser Forschungsarbeiten fanden auch international große Beachtung.
In den Jahren nach 1980 stand im Mittelpunkt der Forschungsaktivitäten Kord Baeumers die Idee, den bisher üblichen Intensiv-Landbau schrittweise in Richtung auf eine mehr systemorientierte Produktionsweise weiterzuentwickeln. Diesem Ziel diente auch ein von ihm 1981 angelegter Dauerversuch auf dem Versuchsgut Reinshof der Universität Göttingen. Hier erforschte er Möglichkeiten und Grenzen eines systemorientierten, extensiven Pflanzenbaus im Vergleich zu einer mehr produktorientierten, intensiven Form der Landwirtschaft. Mit solchen systemorientierten Ideen im Landbau war er seiner Zeit weit voraus und setzte Maßstäbe, die zukünftige Schwerpunkte pflanzenbaulicher Forschung benannten.
Zu den Themen, die während seiner Amtszeit von Diplomanden und Doktoranden bearbeitet wurden, gehörten u. a. Untersuchungen über die Dormanz von „Ausfallgetreide“ auf Ackerflächen, über das Stickstoffbindungsvermögen von Leguminosen, über die Häufelkultur beim Anbau von Ackerbohnen und über Methoden der Wurzeluntersuchungen.

## Lehrtätigkeit
In seinen Lehrveranstaltungen hat Kord Baeumer das Gesamtgebiet des Acker- und Pflanzenbaus abgedeckt und vertrat auch das Fach Grünlandlehre in Vorlesungen und Übungen mit. Er war ein begeisterter Hochschullehrer, für den das persönliche Gespräch mit den Studierenden einen hohen Stellenwert besaß. Ein besonderes Anliegen war für ihn die Heranbildung des wissenschaftlichen Nachwuchses für sein Fachgebiet. Allerdings widerstrebte es ihm, für jedes aktuelle Problem sogleich eine Doktorarbeit anfertigen zu lassen. Als Doktorvater ließ er seinen Doktoranden bei der Durchführung ihrer Experimente ein Höchstmaß an Freiheit, sobald er überzeugt war, dass diese das richtige Gespür für wissenschaftliche Forschung besaßen. Sechs seiner Mitarbeiter habilitierten sich, von denen inzwischen einige auf Universitäts-Lehrstühle berufen wurden.
Baeumer sah seinen Lehrauftrag nicht darin, enzyklopädisch aufbereitetes Faktenwissen zu vermitteln, sondern an ausgewählten Forschungsergebnissen pflanzenbauliche Probleme bewusst zu machen. Dieses didaktische Konzept spiegelt sich am deutlichsten in seinem mehrmals aufgelegten Lehrbuch Allgemeiner Pflanzenbau wider.

## Schriften (Auswahl)

### Autor
Aufsätze
- Thesen und Antithesen zum gegenwärtigen Landbau und seine Alternativen. In: Arbeiten der Deutschen Landwirtschafts-Gesellschaft, Bd. 169 (1980), S. 7–26, ISSN 0365-1665
- Umweltbewußter Landbau. Zurück zu den Ideen des 19. Jahrhunderts?. In: Berichte über Landwirtschaft, Bd. 64 (1986), S. 153–169.
- Gedanken zu einer entscheidungsorientierten Pflanzenbaulehre. In: Berichte über Landwirtschaft, Bd. 72 (1994), S. 493–511, ISSN 0005-9080
- Landwirtschaft und Naturverständnis. In: Berichte über Landwirtschaft, Bd. 74 (1996), S. 369–387, ISSN 0005-9080.

Bücher
- Verbreitung und Vergesellschaftung des Glatthafers (Arrhenatherum elatius) und Goldhafers (Trisetum flavescens) im nördlichen Rheinland (Decheniana-Beiheft; 3). Naturhistorischer Verein, Bonn 1956 (zugl. Dissertation, Universität Bonn 1956)
- Allgemeiner Pflanzenbau (UTB; Bd. 18). 3. Aufl. Verlag Eugen Ulmer, Stuttgart 1992, ISBN 3-8252-0018-3 (EA Stuttgart 1971).

### Herausgeber
- Dauerversuche zur Lösung aktueller Probleme im Pflanzenbau. Berichte der 31. Jahrestagung der Gesellschaft für Pflanzenbauwissenschaften am 1./2. Oktober 1987 in Freising-Weihenstephan (Berichte der Gesellschaften für Pflanzenbauwissenschaften; Bd. 1). Wissenschaftsverlag Vauk, Kiel 1988, ISBN 3-8175-0034-3.
- Bodenfruchtbarkeit als wissenschaftliches und gesellschaftliches Problem. 1. Colloquium zur Bodennutzung und Bodenfruchtbarkeit am 20. und 21. Oktober 1988. Robert-Bosch-Stiftung, Stuttgart 1989.